# Куладжик
Куладжик (на гръцки: Πυργίσκος, Пиргискос, до 1926 година Κουλατζίκ, Куладзик) е бивше село в Гърция, разположено на територията на дем Места (Нестос), административна област Източна Македония и Тракия.

## География
Куладжик е било разположено на 500 m надморска височина в Урвил североизточно от Кавала.

## История

### В Османската империя
В XIX век Куладжик е турско село в Саръшабанската каза на Османската империя. На австро-унгарската военна карта е отбелязано като Куладжик (Kuladžik).  Съгласно статистиката на Васил Кънчов („Македония. Етнография и статистика“) към 1900 година Куладжикъ е турско селище и в него живеят 100 турци.

### В Гърция
В 1913 година селото попада в Гърция след Междусъюзническата война. През 20-те години турското му население се изселва по споразумението за обмен на население между Гърция и Турция след Лозанския мир и на негово място са заселени 1[ неясно? ] семейства гърци бежанци, или 29 души. В 1926 година името му е преведено на Пиргискос. И турското, и гръцкото име означават Куличка.
Българска статистика от 1941 година показва 178 жители.
Селото се разпада по време на Гражданската война (1946 – 1949).
| Година    | 1913 | 1920 | 1928 | 1940 | 1951 | 1961 | 1971 | 1981 | 1991 | 2001 | 2011 | 2021 |
| --------- | ---- | ---- | ---- | ---- | ---- | ---- | ---- | ---- | ---- | ---- | ---- | ---- |
| Население | 133  | 154  | 30   | 38   |      |      |      |      |      |      |      |      |